# Svenska sjöfolksförbundet
Svenska sjöfolksförbundet var ett svenskt fackförbund inom Landsorganisationen (LO) som bildades 1932 genom en sammanslagning av flera mindre förbund. Det uppgick 1996 i Seko som rikstäckande branschavdelningen SEKO sjöfolk. 

## Bakgrund
Fram till 1932 var sjöfolket splittrat i fem organisationer: Svenska sjömansunionen, Svenska eldareunionen, Sjöfarande kvinnors förening, Svenska stewardsföreningen och Svenska Amerika-liniens intendenturpersonalsförbund. Svenska sjöfolksförbundet bildades 1932 genom att nämnda organisationer sammanslöts  på initiativ av LO. Ordförande blev Sven Lundgren. Ursprungligen skulle även Sveriges radiotelegrafistförening ha ingått, men de kvarstod som självständig förening. Sveriges Redareförening vägrade godta att de tidigare förbundens avtal övertogs av det nybildade förbundet. Man ville omförhandla allt och krävde en lönesänkning på 15 procent. Den kommunistiska Röda fackoppositionen hade sympatisörer bland sjöfolket och drev kraftfull agitation vintern 1932 vilket bl.a. resulterade i en ockupation av förbundskontoret

## Historia
- 1933 lämnade Svenska stewardförbundet Sjöfolksförbundet och orienterade sig mot TCO. Den 9 mars samma år gick förbundet ut i en strejk som varade till den 30 mars. Strejkbrytare inkallades, vilket ledde till häftiga sammanstötningar mellan strejkande och strejkbrytare. För att motverka kommunisternas inflytande, krävde förbundet att alla medlemmar skulle skriva under en lojalitetsförbindelse eller eljest uteslutas.
- 1939 vid andra världskrigets utbrott hamnade hälften av förbundets medlemmar utanför den s.k. Skagerackspärren. Den fackliga verksamheten utanför spärren leddes från kontoren i USA och Storbritannien. Förbundet krävde ett skattefritt krigsrisktillägg, men 1943 beslutades att endast hälften skulle vara skattefritt.
- 1943 inrättades en erkänd arbetslöshetskassa.
- 1950 hade förbundet 42 fartygsklubbar med 13636 medlemmar.
- 1978 såldes 40 procent av det svenska tonnaget till utlandet och medlemsantalet minskade drastiskt av den anledningen.
- 1980 hade förbundet 11051 medlemmar, varav 9226 män och 1825 kvinnor. [1]
- 1996 uppgick förbundet i Seko.